# Gendarmería de Austria

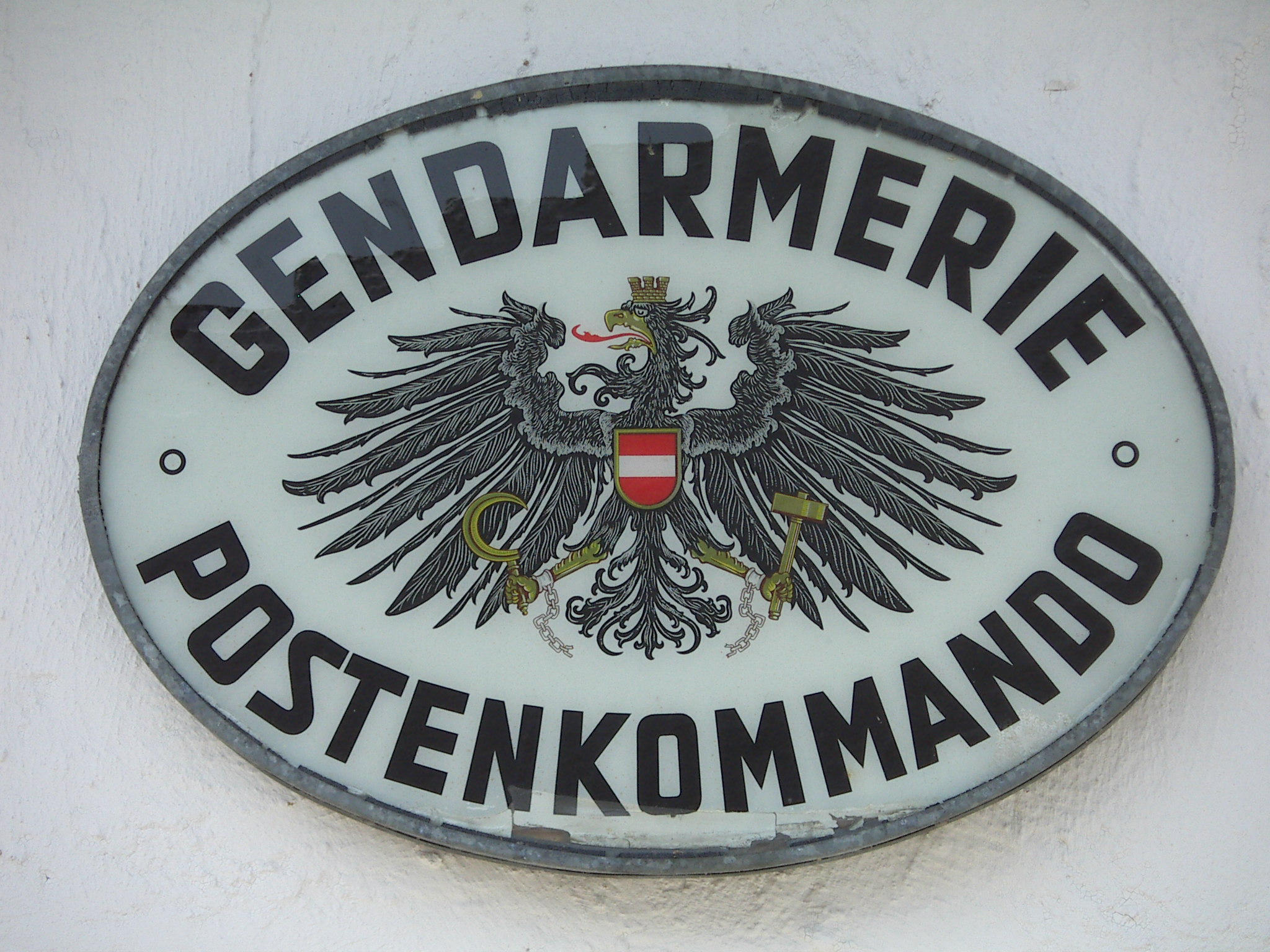
Panel iluminado de una estación de gendarmería

La Gendarmería Federal (en alemán: Bundesgendarmerie) fue una agencia policíaca de las Fuerzas de Seguridad austriacas. Fue responsable de aproximadamente dos tercios de la población en aproximadamente el 98% del territorio nacional de Austria, junto con el Cuerpo de la Guardia de Seguridad Federal (Bundessicherheitswachekorps) y el Cuerpo de Detectives (Kriminalbeamtenkorps). Todos los organismos austriacos encargados de hacer cumplir la ley se fusionaron en la agencia de la Policía Federal (Bundespolizei), con efecto a partir del 1 de julio de 2005.

## Historia

### Gendarmería del ejército del Imperio austrohúngaro
La idea de establecer una Gendarmería (del francés: gens d'armes: "hombres de armas"), fue una fuerza militar encargada de los deberes de la policía se originó a partir de las Revoluciones de 1848 en el Imperio Austríaco. Fue formado el 8 de junio de 1849 por orden del emperador Francisco José como un componente del Ejército Austrohúngaro, modelado en el Gendarmerièregiment en el Reino austriaco de Lombardía-Venecia incorporado en el Congreso de Viena de 1815. Hasta 1776 se creó un "Cuerpo de Policía militar" en Austria como cuerpo militarmente organizado solo en las grandes ciudades como Viena, Leópolis, Cracovia, Przemyśl.
Johann Franz Kempen, barón de Fichtenstamm, fue nombrado primer Inspector general de gendarmería. Si bien originalmente era un cuerpo militar responsable de todo el Imperio austríaco, gradualmente durante la segunda mitad del siglo XIX se convirtió en el responsable del orden público. Inicialmente compuesto por dieciocho regimientos y parte del ejército, su comando operativo fue transferido al Ministerio austriaco del Interior en 1860 y separado por completo de las fuerzas armadas en 1867. Sin embargo, el entrenamiento, los uniformes, los rangos e incluso el pago siguieron formando parte del Ejército. Los orígenes militares todavía estaban representados en la retención de las viejas insignias, una granada encendida, después de que la Gendamería se convirtiera en un componente de la administración civil en 1918. El uniforme predominantemente gris también debía su inspiración al ejército austrohúngaro.
Además del mantenimiento del orden público, en el reino. La gendarmería se convirtió en un instrumento vital para la supresión de las ambiciones constitucionales o democráticas durante la era posrevolucionaria del neo-absolutismo austriaco en las décadas de 1850 y 60, que le trajo el odio de la clase media.

### Monarquía Austro-húngara
Después del Compromiso Austro-Húngaro de 1867, la Gendarmería Real de Cisleitania ya no era responsable de las tierras de Transleitania controladas por las Fuerzas Armadas Húngaras (en húngaro: Magyar Honvédség). El control sobre el Reino de Croacia-Eslavonia y el Principado de Transilvania no pasó a las fuerzas húngaras hasta 1876. En 1881 se estableció la Real Gendarmería Húngara (Csendőrség).
Con la implementación de la Ley de Gendarmería de Austria el 2 de febrero de 1876, finalmente se separó del Ejército Austro-húngaro, aunque la agencia recién establecida todavía era responsable ante el Ministro de Defensa austríaco y sus miembros del servicio eran oficialmente parte de las Fuerzas armadas de Cileitania.
| Reg. Núm. | Seat                          | Tierra de corona   | Reg. Núm. | Seat                             | Tierra de corona |
| --------- | ----------------------------- | ------------------ | --------- | -------------------------------- | ---------------- |
| 1         | Viena                         | Baja Austria       | 9         | Zadar                            | Dalmatia         |
| 2         | Praga                         | Bohemia            | 10        | (A la Fuerza de Defensa húngara) | Transylvania     |
| 3         | Innsbruck                     | Tirol Y Vorarlberg | 11        | Linz                             | Austria superior |
| 4         | Brno                          | Moravia            | 12        | Liubliana                        | Carniola         |
| 5         | Lemberg                       | Galitzia           | 13        | Chernivtsi                       | Bukovina         |
| 6         | Graz                          | Estiria            | 14        | Klagenfurt                       | Carinthia        |
| 7         | Trieste                       | Istria             | 15        | Opava                            | Silesia          |
| 8         | (A Fuerza de Defensa húngaro) | Croacia-Slavonia   | 16        | Salzburgo                        | Salzburg         |

Antes de la Primera Guerra Mundial, se habían introducido análisis de huellas dactilares (dactiloscopia) y perros policía. Una rama especial de los Alpes se formó en 1906, principalmente para proteger la parte del Tirol que limitaba con el Reino de Italia. Desde entonces, las operaciones de rescate alpino y las patrullas fronterizas han seguido siendo una importante función de Gendarmería. Durante la Primera Guerra Mundial, la Gendarmería fue utilizada en una serie de funciones, incluyendo el mantenimiento del orden público en las áreas del interior (hinterland) como la policía militar (Feldgendarmerie), la lucha contra el espionaje y los partisanos, y el arresto de desertores. Además, también proporcionaron scout, mensajería y asistencia ordenada al Estado Mayor.

### Primera República Austriaca
Después de la guerra, la gendarmería en la República de Austria permaneció militarmente organizada, pero se empleó para tareas civiles. Hasta mediados de 1918 a 1919, los gendarmes no se convirtieron oficialmente en servidores públicos, ya no estaban subordinados a la ley militar sino a la jurisdicción civil. Después de la guerra perdida, considerando el tamaño reducido de Austria, el número de miembros del servicio de Gendarmería se redujo en gran medida.
En 1934, la gendarmería estuvo involucrada en la Guerra Civil austríaca y cada vez más infiltrada por los nazis. Después del Anschluss de 1938 a la Alemania nazi, varios gendarmes de alto rango fueron internados en campos de concentración y un gran número de gendarmes fueron encerrados, despedidos, retirados o transferidos por razones disciplinarias. El resto se integraron en la Ordnungspolizei alemana.

### Segunda República Austriaca

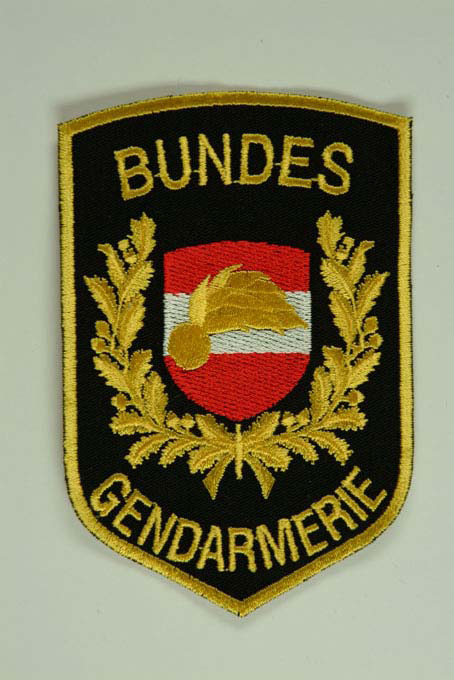
Parche de Gendarmería

Con el restablecimiento de la República de Austria en 1945 se creó un Gendarmeriekommando. Al principio, el control fue disputado entre los miembros del ejecutivo, por lo que la Gendarmería tuvo que llevarse bien inicialmente con pocos funcionarios. Las circunstancias mejoraron sin embargo tan pronto que la gendarmería nuevamente pudo garantizar el orden nacional. En octubre de 1950, el Partido Comunista proclamó una huelga general y el despliegue de las fuerzas de seguridad reprimió una rebelión producida en octubre de aquel año.
En 1952, la B-Gendarmerie fue creada, con armas pesadas, para fortalecer la Gendarmerieeinheit. Se estableció después de la conclusión de la Convención y se formó la unidad básica del ejército federal. No es seguro si la "B" inicial significaba "Bereitschaft" (Preparación) o "Besondere" (Especial) Gendarmería. Esta unidad paramilitar habría sido utilizada en el caso de una invasión del ejército soviético en las zonas occidentales de ocupación de Austria.
Los puestos alpinos y los altos puestos alpinos fueron atendidos por 750 alpinistas y guías de Gendarmería. En 1988 se llevaron a cabo más de 1.300 misiones de rescate, muchas con la ayuda de helicópteros Agusta-Bell en el inventario de la Gendarmería.
Con una población de 11.600 en 1990, la Gendarmería tenía responsabilidades similares a las de la Policía Federal pero operaba en áreas rurales y en ciudades sin un contingente de Policía Federal o policía local. Había un miembro de la Gendarmería por cada 397 habitantes en las áreas sujetas a su jurisdicción; había un miembro de la Policía Federal por cada 316 residentes en las ciudades que patrullaba.
La Gendarmería estaba organizada en ocho comandos provinciales (cada provincia, excepto Viena), noventa comandos de distrito y 1.077 puestos. Una publicación podría tener de tres a treinta gendarmes; la mayoría tenía menos de diez. La sede provincial estaba compuesta por un departamento de personal, un departamento de investigación criminal, un departamento de capacitación y departamentos de área que comprendían dos o tres comandos de distrito. La capacitación básica de la Gendarmería era responsabilidad de los comandos provinciales individuales, cada uno de los cuales tiene una escuela para nuevos reclutas. Liderazgo y cursos especializados se imparten en la escuela central de la Gendarmería en Mödling, cerca de Viena. El curso básico para los suboficiales es de un año; eso para los oficiales de Gendarmería dura dos años.
Esas Bundesgendarmerie eran al 30 de junio de 2005, junto con el "Cuerpo de guardia de seguridad federal" y que la "Kriminalbeamtenkorps" (Policía) en el cuerpo militarmente más organizado en lo civil. Activo en Austria. Esos gendarmes eran localmente responsables de todas las partes de Austria. La Capital Federal (Viena) fue excluida, así como las capitales de los estados (excepto Bregenz) y otras ciudades más grandes de Austria (generalmente Statutarstädte). Proporcionó seguridad para aproximadamente dos tercios de la población en aproximadamente el 98% del territorio nacional de Austria.

## Otras unidades
Había un departamento de transporte, una Kriminalabteilung (y no como en muchas series de televisión el "CID") y una Grenzgendarmerie (gendarmería fronteriza) junto a la gendarmería individual en los municipios, que cada vez se replegaban más. Para empleos especiales, la Gendarmería mantuvo unidades especiales como z. B. Líder de perro, gendarmes alpinos y rescatadores de vuelo.

## Cobra
El asalto terrorista en la sede de la OPEP en 1975 condujo al establecimiento de un grupo de trabajo especial de la Gendarmería, el Gendarmerieeinsatzkommando EKO Cobra. Esta unidad especial entrena muy cerca de Wr. Neustadt (ciudad aproximadamente a 50 km al sur de Viena) y se activa por todos los actos de terrorismo y secuestro, además de otros empleos particularmente peligrosos.
Además, en el contexto de la Cobra se denominan desde 1981 Air Mars neck, aquellos como acompañantes civiles durante vuelos en peligro de Austrian Airlines along-fly. Este sistema se convirtió en el de Estados Unidos después de los sucesos del 11 de septiembre de 2001.

## Bereitschaftspolizei
Un batallón para uso extenso en eventos tales como grandes reuniones, conciertos, juegos de fútbol, demostraciones, y además había por separado en cada Región de la República Federal una "Unidad de empleo de Gendarmería EE". Esto consistió en gendarmes especialmente entrenados con un empleo de los puestos individuales también se juntó.

## Amalgamación
La reorganización de los cuerpos policiales austríacos comenzó en 2002. Se decidió fusionar la Gendarmería, el cuerpo de seguridad federal y Kriminalbeamtenkorps. El 9 de diciembre de 2004, el Consejo Nacional con las voces del ÖVP y el FPÖ decidió que esto debería tener lugar el 1 de julio de 2005 y que el nuevo nombre debería ser la "Policía Federal".
En el momento de la fusión de Gendarmería, Bundessicherheitswachekorps y Kriminalbeamtenkorps a la Policía Federal había aprox. 15,000 oficiales.
Hasta que el público se acostumbre al nuevo nombre de la policía, sin embargo, aún durará algún tiempo. Los medios todavía reportan la "Alpingendarmerie", los turistas a menudo buscan el "Gendarmerieposten", los niños juegan "ladrones y gendarmes" y el término coloquial "Schandi" (Gendarme) seguirá en uso durante muchos años.

## Estructura organizativa anterior
- Ministerio federal del Interior (BMI)
  - Gestión central de seguridad pública (sección II del BMI)
    - 9 administraciones de Seguridad (Simmer) en todos los  Estados de la República Federal
    - 8 Landesgendarmeriekommanden (LGKdo) en todos los  Estados de la República Federal excepto Viena
      - Bezirksgendarmeriekommanden (BGK)
        - Gendarmería Posten (GP), puesto de control fronterizo (GÜP) y puntos de control (Greko)